# Das wandernde Bild
Das wandernde Bild er en tysk stumfilm fra 1920 af Fritz Lang.

## Medvirkende
- Mia May som Irmgard Vanderheit
- Hans Marr som Georg Vanderheit / John Vanderheit
- Harry Frank
- Rudolf Klein-Rogge som Georgs Vetter Wil Brand
- Loni Nest som Irmgards Tochter